# Макнилл, Грэм
Грэм Макнилл (англ. Graham McNeill) — британский писатель-фантаст, родился в Шотландии в Глазго в 1971 году. Изучал архитектуру в Glasgow Caledonian University в 1989—1996 годах. С 1996 года работал архитектором до тех пор, пока не увидел объявление о наборе писателей в номера журнала White Dwarf от декабря 1999 года.
В феврале 2000 года стал штатным писателем компании Games Workshop. В мае 2000 года начал писать для команды разработчиков Warhammer 40,000. На его счету несколько серий книг по вселенной Warhammer 40,000, в том числе кодексы.

### Фэнтези

#### Warhammer Fantasy

##### Посол Империи
1. Посол / The Ambassador (2003)
2. Зубы Урсуна / Ursun's Teeth (2004)
3. Defenders of Ulthuan (2007)

##### The Time of Legends
1. Молотодержец / Heldenhammer (2008)
2. Empire (2009)
3. God King (2011)

##### Отдельные романы
1. Стражи леса / Guardians of the Forest (2005)

#### League of Legends
1. На руинах Икатии / Where Icathia Once Stood (2018)
2. Сумерки богов / Twilight of the Gods (2018)
3. Город из стекла и металла / City of Iron and Glass
4. Зубастые / Toothy ones (2021)
5. Искусство — это жизнь / Art is life

### Фантастический боевик

#### Warhammer 40000

##### Ересь Хоруса
1. Лживые боги / False Gods (2006)
2. Фулгрим / Fulgrim (2007)
3. Темный Король (рассказ) / The Dark King (2007)
4. Механикум / Mechanicum (2008)
5. Последний храм (рассказ) / The Last Church  (2009)
6. Тысяча сынов / A Thousand Sons (2010)
7. Проект «Каба» (рассказ) / The Kaban Project (2010)
8. Отверженные мертвецы / The Outcast Dead (2011)
9. Правила боя (рассказ) / Rules of Engagement (2011)
10. Ангел Экстерминатус (вероятный перевод) / Angel Exterminatus (2012)
11. Смерть серебряных дел мастера (рассказ) / Death of a Silversmith (2012)
12. Криптос (рассказ) / Kryptos (2012)
13. Calth That Was (рассказ) (2013)
14. Wolf Hunt (аудиокнига) (2014)
15. Thief of Revelations / Hunter's Moon (аудиокнига) (2014)

##### Орден Ультрамаринов
1. Сила приказа (рассказ) / Chains of Command (2001)
2. Несущий ночь / Nightbringer (2002)
3. Воины Ультрамара / Warriors of Ultramar (2003)
4. Чёрное солнце / Dead Sky, Black Sun (2004)
5. A History of the Fourth Company of the Ultramarines (рассказ) (2004)
6. Black Bone Road (рассказ) (2007)
7. Зона поражения / The Killing Ground (2008)
8. Отвага и честь / Courage and Honour (2009)
9. The Chapter's Due (2010)

##### Цикл «Железные воины»
1. «Вертикаль власти» (Chains of Command, 2001) (рассказ)
2. «Левиафан» (Leviathan, 2003) (рассказ)
3. «Последствия» (Consequences) (рассказ)
4. «Смерть, пришедшая с небес» (спойлер к циклу)
5. «Обычный бизнес» (Business as Usual, 2001) (рассказ)
6. «Железный Шторм» (Storm of Iron, 2002)
7. «Враг моего врага» (Enemy of My Enemy) (рассказ)
8. «Чёрное солнце» (Dead Sky, Black Sun, 10.2004)
9. «Орден Ультрамаринов (омнибус)» — (The Ultramarines Omnibus, 2006) — включает в себя три первые книги про ультрамаринов
10. «Эффект Гераклита» (The Heraclitus Effect, 2008) (рассказ)
11. «Жатва черепов» (Skull Harvest, 2009) (рассказ)
12. «Железный Воин» (Iron Warrior, 04.2010)
13. «Страх темноты» (Fear of the dark) (рассказ)
14. «Железо снаружи» (The Iron Without, 2012) (рассказ) (из «Hammer and Bolter»#17 и «There Is Only War»)
15. «Чудовище Калта» (The Beast of Calth, 2012) (рассказ)
16. «Железные воины (омнибус)» — (Iron Warriors: The Omnibus, 02.2012) — включает в себя книгу и новеллу про железных воинов и пять рассказов
17. «Кодекс» (Codex, 01.09.2013) (рассказ) (из «Angels of Death»)
18. «Око Возмездия» (Eye of Vengeance, 24.04.2012) (также и аудиокнига) (из «The Space Marine Script Book»)
19. «Ториас Телион: Око возмездия» (Torias Telion: The Eye of Vengeance, 03.12.2013) (из «Advent Calendar 2013»)
20. «Марней Калгар: властитель Ультрамара» (Marneus Calgar: Lord of Ultramar, 20.12.2013) (из «Advent Calendar 2013»)

##### Цикл «Forge of Mars»
1. «Жрецы Марса» (Priests of Mars, 31.07.2012)
2. «Lords of Mars» (17.09.2013)
3. «Zero Day Exploit» (10.2014) (рассказ)
4. «Gods of Mars» (11.2014)
5. «Forge of Mars» (04.2015) — омнибус

##### Цикл «Eternal Crusade»
1. «Десант на Аркону» (Descent on Arkhona) Грэм Макнилл

##### Adeptus Mechanicus
1. Priests of Mars (2012)

#### Starcraft
1. I, Mengsk (2009)

### Прочие
1. Ghouls of the Miskatonic (2011)

## Награды и премии
Премия Дэвида Геммела / David Gemmell Legend Award, 2010 // Роман —> Empire (2009)